# Zirkelstein
El Zirkelstein és un turó a la Suïssa Saxona, a Alemanya. És un turó boscós, en forma de con, amb un imponent bloc de gres de 40 m al cim.
El Zirkelstein es troba a cinc quilòmetres al sud-est de la ciutat balneari de Bad Schandau, a l'esquerra del riu Elba. Immediatament al nord-oest del turó es troba el poble de Schöna del municipi de Reinhardtsdorf-Schöna, mentre que a l'est del turó, a la vall de l'Elba, hi ha el municipi de Hřensko, ja a la República Txeca. Immediatament als peus del Zirkelstein hi ha una antiga casa d'Amics de la Natura amb un restaurant i alguns bungalous.

## Història
El 1841 l'aleshores propietari del turó, Johann Gottlob Füssel, va construir una petita fonda al costat del Zirkelstein i l'any 1842 es van construir les instal·lacions que permeten fer accessible el cim als visitants. La fonda va estar dirigida per la família fins al 1913 i després es va arrendar el negoci. El 3 de setembre de 1926 la fonda va ser incendiada per un llamp durant una forta tempesta i va ser arrasada.

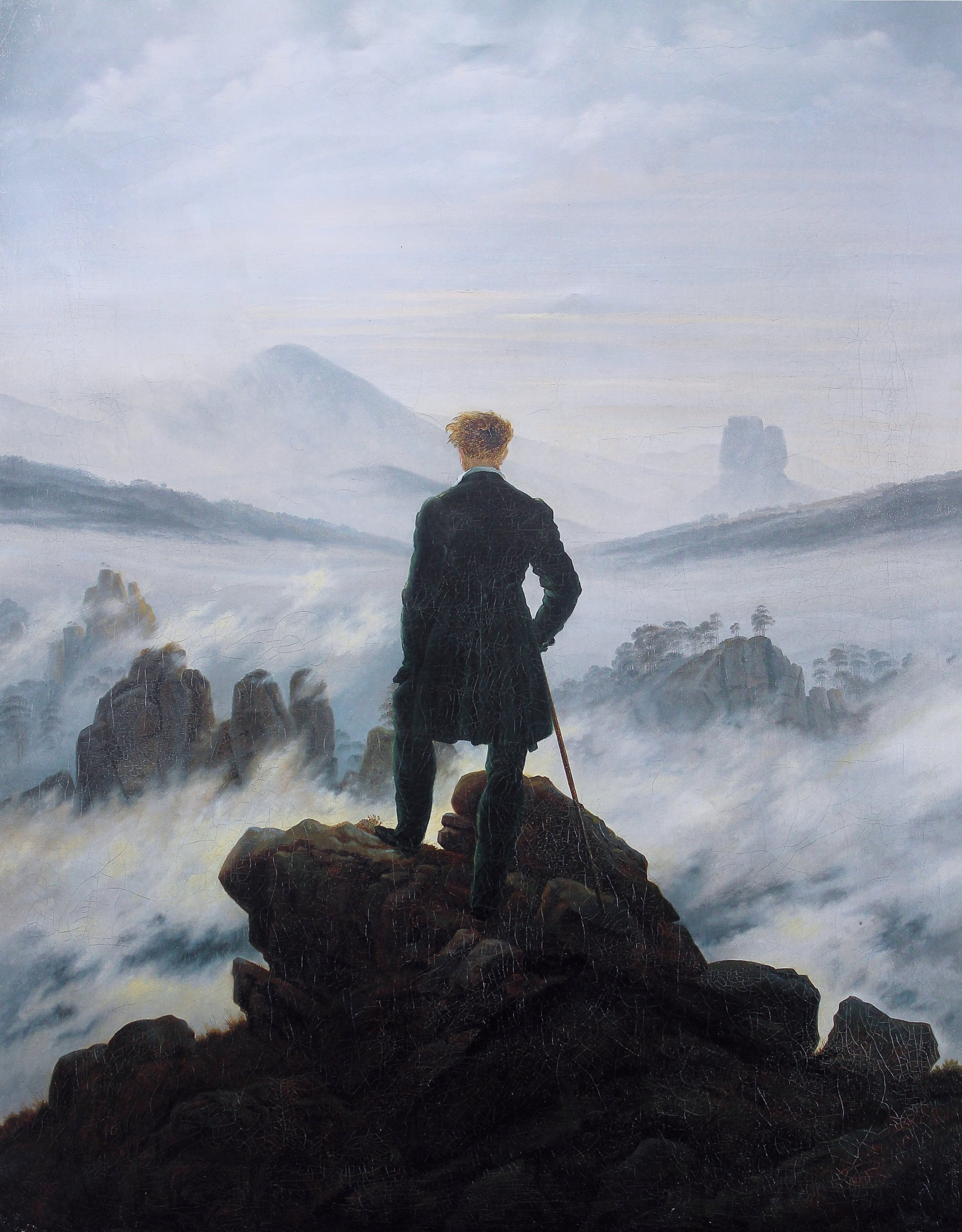
El caminant sobre el mar de boira amb el Zirkelstein a la dreta

Actualment el turó, que té una superfície de 7 hectàrees, és propietat de la ZirkelsteinResort gGmbH. El quadre més conegut del Zirkelstein és de Caspar David Friedrich. Al fons del seu quadre de 1818, El caminant sobre el mar de boira, el turó apareix al fons.
El Zirkelstein rep el nom de la seva forma característica que, de lluny, s'assembla a una brúixola (en alemany: Zirkel). El 1592 el turó va ser esmentat per primera vegada com a Circkelstein. A causa de la seva situació aïllada, el cim ofereix una vista panoràmica sobre els boscos i els penyals de la Suïssa Saxona, Bohèmia i les muntanyes de Lusàcia.